# Список памятников Ишимбая

Список памятников Ишимбая — перечень всех самостоятельных произведений монументального искусства, установленных на территории города Ишимбая.
В городе Ишимбае установлено более 50 различных видов памятных сооружений, имеются памятники нефтяникам, политикам, а также военным и другим событиям. Бо́льшая часть расположена в центральной части Ишимбая, но также памятники установлены практически в каждом отдалённом микрорайоне города.

## Памятники с именем Ишимбая
| # | Изображение | Название | Местонахождение                        | Датировка       | Автор(ы)                     | Краткое описание |
| - | ----------- | --- | -------------------------------------- | --------------- | ---------------------------- | --- |
| 1 |             | Стела в честь основания города Ишимбая                                                                      | перекрёсток улиц Бульварной и Жукова   | 2002            | архитектор К. Г. Губайдуллин | Изготовлена в виде бурового инструмента, в центре которого — соцветие цветка курая. На стеле — надпись «Ишимбай» на русском и башкирском языках и две даты «1932» и «1940». С момента установки вид был испорчен, в 2015 году — восстановлен. |
| 2 |             | Обелиск в честь присвоения городу Ишимбаю почётного международного звания «Город Трудовой Доблести и Славы» | проспект Ленина, набережная реки Белой | октябрь 2018 г. | неизвестно                   | Изготовлен из светло-серого и светло-розового гранита. Вершину увенчивает птица кречет. |
| 3 |             | Обелиски у парадного въезда                                                                                 | Индустриальное шоссе                   | 1960-е гг.      | неизвестно                   | |
| 4 |             | Стела в честь 450-летия присоединения Башкирии к Русскому государству                                       | Северная улица                         | 18.08.2007      | неизвестно                   | |

## Памятники основателям ишимбайской промышленности
| #                                                                            | Изображение                                                                               | Название                                                                        | Местонахождение                                                                             | Датировка                               | Автор(ы)                                                         | Краткое описание |
| ---------------------------------------------------------------------------- | ----------------------------------------------------------------------------------------- | ------------------------------------------------------------------------------- | ------------------------------------------------------------------------------------------- | --------------------------------------- | ---------------------------------------------------------------- | --- |
| 1                                                                            |                                                                                           | Монумент первооткрывателям башкирской нефти                                     | центральная площадь Первооткрывателей Башкирской Нефти                                      | 1969                                    | архитектор Л. В. Хихлуха, скульпторы Т. П. Нечаева, Б. Д. Фузеев | Главный символ города Ишимбая и нефтяной промышленности Башкирии. Выдающийся памятник монументального искусства. Постамент: диаметр — 4,5×6,3 м, высота — 0,6 м; скульптура: высота — 12 м. Постамент и скульптура сделаны из серого гранита. |
| 2                                                                            |                                                                                           | Мемориальный комплекс «„Вышка-бабушка“ — первооткрывательница башкирской нефти» | улица Первооткрывателей Башкирской Нефти, сквер Нефтяников                                  | 02.08.1967                              | неизвестно                                                       | Главный элемент комплекса — законсервированная буровая вышка — скважина № 702, 16 мая 1932 года положившая начало «Второго Баку», в 11 часов 30 минут с глубины 680,15 метра выбросив первый 36-метровый фонтан промышленной нефти. Представляет собой трёхствольную металлическую конструкцию в виде усечённой пирамиды, установлена на бетонном основании, которое поднято над уровнем земли. Наверху вышки находится рабочая площадка, подъём на которую осуществляется при помощи металлической четырёхмаршевой лестницы, идущей по наружному контуру вышки. В центре бетонной площадки — насос-качалка. Возле вышки установлена стела с нефтяными вышками и девушкой, простирающей в руках огонь в сторону «Вышки-бабушки». Рядом установлена гранитная стела с именами нефтяников. По бокам аллеи — таблички с открытыми месторождениями. |
| 3                                                                            |                                                                                           | Обелиск А. А. Блохину                                                           | улица Блохина, сквер им. А. А. Блохина. Демонтирован, нуждается в реконструкции             | неизвестно                              | архитектор И. М. Павлов                                          | Был установлен на могиле геолога. Демонтирован 25 апреля 2007 года. Сохранился, однако местными властями не восстанавливается. |
| 4                                                                            |                                                                                           | Памятник А. А. Блохину                                                          | Геологическая улица, напротив администрации НГДУ «Ишимбайнефть»                             | 31.08.2001 (первоначально — 16.05.1992) | скульптор М. П. Шабалтин                                         | Идея создания принадлежит начальнику НГДУ «Ишимбайнефть» В. И. Генералову. Скульптура изготовлена из белого мрамора, установлена на фоне чёрной глыбы, символизирующей нефть (идея Г. П. Немчинова). |
| 5                                                                            |                                                                                           | Памятник А. А. Блохину                                                          | сквер им. А. А. Блохина                                                                     | 2015                                    | скульптор А.-М. Гулев, архитектор Д. К. Губайдуллин              | |
| 6                                                                            |                                                                                           | Стела нефтяникам                                                                | улица Губкина, территория парка в квартале между улицами Некрасова, Машиностроителей и Мира | неизвестно                              | Р. Р. Кадыров                                                    | В раскрытых ладонях установлен факел, изображающий карту Башкирии. |
| 7                                                                            |                                                                                           | Стела в честь 50-летия Ишимбайского нефтеперерабатывающего завода               | улица Левый Берег                                                                           | 1986                                    | неизвестно                                                       | |
| 8                                                                            |                                                                                           | Памятник создателям двухзвенных транспортёров «Витязь»                          | Индустриальное шоссе, возле АО «Машиностроительная компания „Витязь“»                       | 2005                                    | неизвестно                                                       | Одна из марок бронетранспортёров «Витязь» |
| 9                                                                            |                                                                                           | Стела в честь 100-летия Ишимбайского машиностроительного завода                 | Улица Богдана Хмельницкого, территория Ишимбайского машиностроительного завода              | 2005                                    | неизвестно                                                       | Установлена на постаменте, оставшемся от скульптуры И. В. Сталина. |
| Объект культурного наследия народов РФ регионального значения (Башкортостан) | Объект культурного наследия России регионального значения рег. № 021610456250005 (ЕГРОКН) |                                                                                 |                                                                                             |                                         |                                                                  | |

## Памятники политическим деятелям
| # | Изображение | Название              | Местонахождение                                                                 | Датировка         | Автор(ы)                 | Краткое описание |
| - | ----------- | --------------------- | ------------------------------------------------------------------------------- | ----------------- | ------------------------ | --- |
| 1 |             | Памятник В. И. Ленину | площадь Ленина                                                                  | 1966              | скульптор С. Д. Меркуров | Высота 6 м. Первоначально был изготовлен из железобетона. В 1974 году реконструирован работниками Башкирского отделения Художественного фонда РСФСР совместно с предприятиями города: пьедестал стал гранитным, скульптура выполнена чеканкой по меди.                                                |
| 2 |             | Памятник В. И. Ленину | Бульварная улица, 39-й квартал                                                  | 1940—1950-е гг.   | скульптор С. Д. Меркуров | Аналогичен памятнику, установленному на площади Ленина. Представлял единый комплекс с памятником И. В. Сталину, стоявшем в том же квартале. |
| 3 |             | Памятник В. И. Ленину | Улица Богдана Хмельницкого, территория Ишимбайского машиностроительного завода  | 1950-е годы       | неизвестно               | Аналогичен памятнику, установленному на площади Ленина. Представлял единый комплекс с памятником И. В. Сталину, стоявшем рядом. |
| 4 |             | Бюст В. И. Ленина     | улица Левый Берег, напротив администрации ООО «Ишимбайская нефтебаза „Агидель“» | начало 1960-х гг. | неизвестно               | Сделан из гранита, установлен на высоком постаменте перед управлением Ишимбайского нефтеперерабатывающего завода. |
| 5 |             | Памятник С. М. Кирову | проспект Ленина                                                                 | 1945              | З. М. Виленский          | Изначально был установлен на невысоком постаменте перед зданием треста «Ишимбайнефть» (угол Бульварной и Промысловой улиц), в 1964 году скульптуру перенесли в сквер Нефтяников, В 1967 году перенесён на проспект Ленина, к тресту «Ишимбайжилстрой». В 2014 году на постаменте установили табличку. |

## Памятники покорителям космоса
| # | Изображение | Название                            | Местонахождение                                 | Датировка  | Автор(ы)                                            | Краткое описание |
| - | ----------- | ----------------------------------- | ----------------------------------------------- | ---------- | --------------------------------------------------- | --- |
| 1 |             | Памятник Ю. А. Гагарину             | Революционная улица, сквер им. Ю. А. Гагарина   | 12.04.2014 | скульптор А.-М. Гулев, архитектор Д. К. Губайдуллин | В 1968 году была установлена первая версия памятника (скульптор Н. Манезов), в 1974 году его реконструировали, в дальнейшем вандалы неоднократно ломали сооружение. 12 апреля 2014 года установлена новая версия памятника из бетона, стилизованного под металл. |
| 2 |             | Бюст В. М. Комарова                 | улица Мичурина, 2-й корпус школы № 2            | 12.10.1972 | скульптор Н. Г. Ломако                              | Установлен по инициативе директора школы № 6 В. В. Бабушкина, установлен в фойе школы. |
| 3 |             | Скульптурная группа «Наука и жизнь» | проспект Ленина, перекрёсток с Советской улицей | 1965       | неизвестно                                          | Установлены три фигуры, ключевые элементы: шлем скафандра, спутник, рабочий инструмент, пятиугольник с гербом СССР. В 2000-х годах облик был испорчен, в 2016 году — восстановлен.                                                                               |

## Памятники защитникам Родины и погибшим при исполнении служебного долга
| # | Изображение | Название | Местонахождение                           | Датировка                    | Автор(ы)                  | Краткое описание |
| - | ----------- | --- | ----------------------------------------- | ---------------------------- | ------------------------- | --- |
| 1 |             | Памятник пограничнику с собакой                                                                                        | проспект Ленина, сквер Пограничников      | 1940 (повторно — 26.05.2018) | неизвестно                | Самый первый памятник города. Вероятно, посвящён Герою Советского Союза Н. Ф. Карацупе и его собаке Индусу. Стоял на Геологической улице, на территории бывшего детского сада № 10 «Ласточка», недалеко от администрации НГДУ «Ишимбайнефть». Отреставрирован Р. Р. Кадыровым и И. С. Ильясовым и установлен в сквере Пограничников. |
| 2 |             | Мемориальный комплекс ишимбайцам, погибшим при исполнении служебного долга                                             | проспект Ленина, сквер за площадью Ленина | 17.12.1994                   | архитектор О. И. Яловенко | Установлен по инициативе председателя территориального отделения «Союз ветеранов Афганистана» Р. М. Ахмадиярова. На постаменте установлена БРДМ-1, возле неё — стелы с фамилиями погибших афганцев, в чеченском, грузино-абхазском конфликтах, на АПЛ «Курск».                                                                       |
| 3 |             | Памятник ишимбайским пожарным                                                                                          | улица Блохина, возле пожарной части № 42  | 2015                         | архитектор Э. Ф. Кабиров  | Представляет собой пламя, на котором установлены барельеф пожарного и мемориальная доска. |
| 4 |             | Стела участникам подразделений особого риска, пострадавшим при испытании атомного оружия и авариях на ядерных объектах | Уральская улица, возле военкомата         | 26.04.2013                   | неизвестно                | Установлена по инициативе председателя отделения региональной организации инвалидов «Союз „Чернобыль“» В. А. Соложнина. Символизирует разрушенный реактор, посреди которого выросло деревце. |

## Памятники участникам войны
| #                                                                            | Изображение                                                                               | Название | Местонахождение | Датировка                                                              | Автор(ы)                                                             | Краткое описание |
| ---------------------------------------------------------------------------- | ----------------------------------------------------------------------------------------- | --- | --- | ---------------------------------------------------------------------- | -------------------------------------------------------------------- | --- |
| 1                                                                            |                                                                                           | Мемориальный комплекс «Аллея героев»                                                                                               | площадь Ленина | 2005                                                                   | архитектор И. М. Хабибуллин, скульпторы В. А. Дворник, А. С. Пименов | Главный элемент комплекса — постамент в виде ордена с установленными на нём фигурой скорбящей матери и силуэтом солдата. Прилегающая территория вымощена тротуарной плиткой с шагреневым покрытием. С правой стороны аллеи находятся бюсты двух Героев Советского Союза и одного полного кавалера орденов Славы города Ишимбая — А. Ф. Рябова, С. У. Сайранова и Г. Т. Кузнецова, а также бюсты четырёх Героев Советского Союза Ишимбайского района — Г. И. Бердина, Д. С. Нагуманова, Т. Г. Халикова и Н. А. Черных. С левой стороны — памятная стела с количеством участников Великой Отечественной войны, погибших и пропавших без вести города и района. |
| 2                                                                            |                                                                                           | Мемориальный комплекс в парке Победы                                                                                               | Революционная улица, парк Победы                                                                                              | 2015 (стелы, боевая техника), 2017 (памятник)                          | памятник: скульпторы Д. А. Стретович, Т. А. Юрченко                  | Включает в себя памятник советскому солдату, открытому в 2017 году, стелы о вкладе тылового Ишимбая в Победу, памятные стены с именами ишимбайских воинов, стелы о важных периодах войны: «Оборона Брестской крепости», «Битва за Москву», «Сталинградская битва», «Курская битва», «Блокада Ленинграда» и «Взятие Берлина», военную технику победителей: средний танк Т-55, зенитная установка ЗУ-23, 122-мм гаубица Д-30, бронированная разведывательно-дозорная машина БРДМ-2, 100-мм пушка МТ-12 («Рапира»). |
| 3                                                                            |                                                                                           | Обелиск на братской могиле воинов Советской армии, умерших от тяжёлых ранений во время Великой Отечественной войны 1941—1945 годов | квартал улиц Вахитова, Чкалова, Зелёной и Губкина, сквер на месте бывшего кладбища                                            | 1949                                                                   | неизвестно                                                           | Вокруг обелиска имеется ограждение в виде цепей. Посвящён умершим в ишимбайских госпиталях № 2606 и 5920. Реконструирован в 2014 году. |
| 4                                                                            |                                                                                           | Мемориал, посвящённый военнопленным                                                                                                | квартал улиц Вахитова, Чкалова, Зелёной и Губкина, сквер на месте бывшего кладбища                                            | 1999                                                                   | неизвестно                                                           | Изображены чёрные христианские кресты, захоронены военнопленные немцы, венгры, австрийцы, румыны, поляки и чехи. Открыт по инициативе венгерского правительства, строительство произвело РСУ ДОР. |
| 5                                                                            |                                                                                           | Мемориал, посвящённый участникам Великой Отечественной войны — жителям микрорайона Смакаево                                        | микрорайон Смакаево, Телеграфная улица, возле кладбища                                                                        | 09.05.2001                                                             | неизвестно                                                           | Установлен по инициативе депутата Ишимбайского горсовета А.Х. Шангареева и его соратников. |
| 6                                                                            |                                                                                           | Мемориал, посвящённый участникам Великой Отечественной войны — жителям микрорайона Нефтяника                                       | микрорайон Нефтяник, улица Кызыл-Тан, возле кладбища                                                                          | 29.11.2002                                                             | неизвестно                                                           | Представляет собой мраморную стелу, на табличках из нержавеющей стали высечены имена 45 павших и 62 вернувшихся с боёв, фамилия погибшего в Чечне бойца. |
| 7                                                                            |                                                                                           | Мемориал, посвящённый погибшим участникам Великой Отечественной войны — жителям микрорайона Кусяпкулово и Бурводстроя              | микрорайон Кусяпкулово, улица Горького, территория школы № 15                                                                 | 29.11.2002                                                             | неизвестно                                                           | Установлен по инициативе З.Г. и З.М. Ахуньяновых. |
| 8                                                                            |                                                                                           | Мемориал, посвящённый участникам Великой Отечественной войны — жителям микрорайона Нефтяника                                       | микрорайон Нефтяник, Ишимбайская улица, территория Дома культуры «Нефтяник»                                                   | 15.09.2005                                                             | неизвестно                                                           | |
| 9                                                                            |                                                                                           | Мемориал, посвящённый участникам Великой Отечественной войны — жителям микрорайона Перегонного                                     | микрорайон Перегонный, улица Жуковского, территория школы № 5                                                                 | 15.09.2005                                                             | неизвестно                                                           | |
| 10                                                                           |                                                                                           | Мемориал, посвящённый участникам Великой Отечественной войны — жителям микрорайона Старого Ишимбая                                 | микрорайон Старый Ишимбай, улица Есенина, территория школы № 4                                                                | 08.09.2010 (повторно — 08.09.2011)                                     | неизвестно                                                           | |
| 11                                                                           |                                                                                           | Мемориальный комплекс Башкирского кадетского корпуса Приволжского федерального округа им. Героя России А. В. Доставалова           | улица Мичурина, территория Башкирского кадетского корпуса Приволжского федерального округа им. Героя России А. В. Доставалова | 1986 (памятник), 2013 (пушки, пожарная машина), 2014 (бронеавтомобиль) | неизвестно                                                           | Включает в себя памятник воину-освободителю, две пушки, пожарную машину, бронеавтомобиль. |
| 12                                                                           |                                                                                           | Памятник ишимбайским нефтяникам, павшим в боях за Родину                                                                           | улица Блохина, на высоком берегу реки Белой                                                                                   | сентябрь 1997 г.                                                       | неизвестно                                                           | Представляет собой стальной штык, установленный на постаменте с именами 320 погибших ишимбайских нефтяников. Высота — 12 м. |
| 13                                                                           |                                                                                           | Памятник работникам СМУ НГДУ «Ишимбайнефть» — участникам Великой Отечественной войны                                               | улица Блохина, территория бывшего СМУ НГДУ «Ишимбайнефть»                                                                     | 08.05.1995                                                             | неизвестно                                                           | Представляет воина, снявшего пилотку. |
| 14                                                                           |                                                                                           | Стела работникам Ишимбайского машиностроительного завода — героям фронта и тыла                                                    | улица Богдана Хмельницкого, территория Ишимбайского машиностроительного завода                                                | 09.05.1975 (повторно — 08.05.2002)                                     | неизвестно                                                           | На стеле изображены солдат в каске, орден Великой Отечественной войны, макет Вечного огня. |
| 15                                                                           |                                                                                           | Стела преподавателям и ученикам школы № 1, павшим в боях за Родину                                                                 | проспект Ленина, территория гимназии № 1                                                                                      | 03.10.1998                                                             | архитектор Г. П. Немчинов                                            | В основании изображены расколотые половины земного шара, на них возвышается раскрытая книга, на которых размещено перо, переходящее в штык, и табличка. |
| 16                                                                           |                                                                                           | Стела преподавателям и учащимся Ишимбайского нефтяного техникума, павшим в боях за Родину                                          | улица Губкина, территория Ишимбайского нефтяного колледжа                                                                     | 08.05.2015                                                             | неизвестно                                                           | Стела заменила прежний мемориал, который был открыт в 1973 году в фойе техникума и ныне замурован под гипсокартоном. |
| 17                                                                           |                                                                                           | Памятник А. М. Матросову | Советская улица, Центральный парк культуры и отдыха имени А. М. Матросова                                                     | 1974                                                                   | скульптор Г. П. Левицкая                                             | Изготовлен из алюминия, интонирован под чугун. Третий вид памятника, воин изображён в полный рост в каске, на нём накинута плащ-палатка. Скульптор второго варианта памятника — Л. М. Кошкин. |
| 18                                                                           |                                                                                           | Памятник З. А. Космодемьянской | улица Чкалова, сквер им. З. А. Космодемьянской                                                                                | 1970-е гг.                                                             | неизвестно                                                           | Космодемьянская изображена идущей на казнь со связанными за спиной руками. |
| 19                                                                           |                                                                                           | Памятник З. А. Космодемьянской | улица Чкалова, территория школы № 3                                                                                           | 1974                                                                   | неизвестно                                                           | Космодемьянская изображена с автоматом в руках. В 1974—2016 годах стоял в Зале боевой славы. Частично разрушен при создании нового класса. В 2018 году восстановлен скульптором М. Р. Халиловым и художником Р. Ф. Габидуллиной и установлен на территории школы. |
| 20                                                                           |                                                                                           | Памятник З. А. Космодемьянской | Северная улица, территория Ишимбайского специального учебно-воспитательного учреждения                                        | 1970-е гг.                                                             | неизвестно                                                           | Изначально предназначался для школы № 3. Космодемьянская была изображена с петлёй на шее, которая ныне убрана по этическим соображениям. |
| 21                                                                           |                                                                                           | Стела Г. Т. Кузнецову | Кинзебулатовское шоссе, центральное кладбище                                                                                  | 29.07.1981                                                             | неизвестно                                                           | Изготовлена из белого мрамора, в основании изображена пятиконечная звезда. |
| 22                                                                           |                                                                                           | Стела С. У. Сайранову | микрорайон Кусяпкулово, северное кладбище                                                                                     | неизвестно                                                             | неизвестно                                                           | Изготовлена из белого мрамора, в основании изображена пятиконечная звезда. |
| Объект культурного наследия народов РФ регионального значения (Башкортостан) | Объект культурного наследия России регионального значения рег. № 021610456230005 (ЕГРОКН) | | |                                                                        |                                                                      | |

## Памятники деятелям культуры и религии
| # | Изображение | Название                                | Местонахождение                                                                      | Датировка  | Автор(ы)                                            | Краткое описание |
| - | ----------- | --------------------------------------- | ------------------------------------------------------------------------------------ | ---------- | --------------------------------------------------- | --- |
| 1 |             | Памятник Мажиту Гафури                  | Стахановская улица, сквер им. 60-летия ВЛКСМ                                         | 1974       | скульптор Л. В. Кузнецов                            | Второй вид памятника. Изначально был открыт бюст писателя. В 1974 году в сквере Пионеров установили нынешний, затем его переместили в сквер им. 60-летия ВЛКСМ, в 2010 году — на территорию Дворца детского (юношеского) творчества. В 2018 году ожидается возвращение в сквер им. 60-летия ВЛКСМ. |
| 2 |             | Бюст Заки Валиди                        | Советская улица, территория Башкирской гимназии-интерната № 2 имени Ахметзаки Валиди | 15.08.2005 | скульптор М. Р. Халилов                             | Сделан из бетона. |
| 3 |             | Памятник Заки Валиди                    | бульвар Заки Валиди, сквер им. Заки Валиди                                           | 2014       | скульптор А.-М. Гулев, архитектор Д. К. Губайдуллин | Сделан из бетона. |
| 4 |             | Памятник ишимбайским священнослужителям | Советская улица, территория Свято-Троицкого храма                                    | 2016       | неизвестно                                          | Представляет собой мемориальный камень с крестом. |

## Мемориальные доски
| #  | Изображение | Название                                               | Местонахождение            | Датировка                    | Автор(ы)   | Краткое описание |
| -- | ----------- | ------------------------------------------------------ | -------------------------- | ---------------------------- | ---------- | --- |
| 1  |             | Мемориальная доска г. Ишимбаю                          | проспект Ленина, д. 60     | неизвестно                   | неизвестно | Установлена за достигнутые успехи г. Ишимбая во Всенародном соцсоревновании и в честь награждения его в апреле 1970 года Ленинской юбилейной почётной грамотой обкома КПСС, Президиума Верховного Совета и Совмина БАССР, областного Совета профсоюзов. |
| 2  |             | Мемориальная доска в память о госпиталях № 2606 и 5920 | проспект Ленина, д. 19     | 24.04.1975                   | неизвестно | |
| 3  |             | Мемориальная доска в память о госпиталях № 2606 и 5920 | Советская улица, д. 72     | неизвестно                   | неизвестно | |
| 4  |             | Мемориальная доска Ю. А. Гагарину                      | проспект Ленина, д. 25     | апрель 2016 г.               | неизвестно | |
| 5  |             | Мемориальная доска Гали Ибрагимову                     | проспект Ленина, д. 25     | 1995                         | неизвестно | |
| 6  |             | Мемориальная доска С. У. Сайранову                     | Советская улица, д. 56     | май 1981 г. (первый вариант) | неизвестно | |
| 7  |             | Мемориальная доска А. А. Сайфуллину                    | улица Губкина, д. 44       | неизвестно                   | неизвестно | |
| 8  |             | Мемориальная доска А. В. Доставалову                   | улица Мичурина, д. 13      | неизвестно                   | неизвестно | |
| 9  |             | Мемориальная доска С. И. Гумеровой                     | Революционная улица, д. 85 | 22.11.1995                   | неизвестно | |
| 10 |             | Мемориальная доска Г. Г. Хисматуллину и М. Г. Нагаевой | Советская улица, д. 72     | 06.02.2009                   | неизвестно | |
| 11 |             | Мемориальная доска И. Г. Ракову                        | Пролетарская улица, д. 27  | 28.04.2010                   | неизвестно | |
| 12 |             | Мемориальная доска М. М. Сагадееву                     | улица Чкалова, д. 11       | 08.05.2010                   | неизвестно | |
| 13 |             | Мемориальная доска Э. А. Нигамедзянову                 | Геологическая улица, д. 52 | 23.08.2010                   | неизвестно | |
| 14 |             | Мемориальная доска В. В. Бабушкину                     | проспект Ленина, д. 22     | май 2015 г.                  | неизвестно | |
| 15 |             | Мемориальная доска М. М. Файзуллину                    | Стахановская улица, д. 43  | неизвестно                   | неизвестно | |
| 16 |             | Мемориальная доска МЖК ИЗТМ                            | Зелёная улица, д. 15       | 2010                         | неизвестно | |
| 17 |             | Мемориальная доска жилому дому ИМЗ                     | бульвар Заки Валиди, д. 6  | 2001                         | неизвестно | |

## Прочие сооружения
| #  | Изображение | Название                                        | Местонахождение                                                           | Датировка      | Автор(ы)                                                                  | Краткое описание                                                    |
| -- | ----------- | ----------------------------------------------- | ------------------------------------------------------------------------- | -------------- | ------------------------------------------------------------------------- | ------------------------------------------------------------------- |
| 1  |             | Скульптурная группа «Счастливое детство»        | Бульварная улица, 39-й квартал                                            | 1964           | неизвестно                                                                | Установлена на месте скульптуры И. В. Сталина                       |
| 2  |             | Скульптурная группа «Юноша и девушка»           | проспект Ленина, сквер за площадью Ленина                                 | неизвестно     | неизвестно                                                                | В 2001 году восстановлена скульпторами З.З. и Р.З. Мухаметдиновыми. |
| 3  |             | Скульптурная группа «Лев и орёл»                | улица Академика Павлова, территория детской больницы                      | неизвестно     | неизвестно                                                                |                                                                     |
| 4  |             | Скульптура «Орёл»                               | Советская улица, Центральный парк культуры и отдыха имени А. М. Матросова | неизвестно     | неизвестно                                                                | В начале 2000-х годов облик восстановлен.                           |
| 5  |             | Скульптура «Икар»                               | улица Губкина, д. 19                                                      | 1988           | Н. А. Калинушкин                                                          |                                                                     |
| 6  |             | Скульптурная группа «Крокодил Гена и Чебурашка» | проспект Ленина, сквер за площадью Ленина                                 | август 2014 г. | скульптор Р. Ф. Баширов                                                   | Установлена по инициативе И. Р. Фатклисламова.                      |
| 7  |             | Скульптура «Русалочка»                          | улица Чкалова, территория детского сада № 32 «Русалочка»                  | 01.06.1992     | архитектор Л. А. Коныш, скульптор Т. Н. Назарова                          |                                                                     |
| 8  |             | Скульптура «Золотая Рыбка»                      | улица Чкалова, территория детского сада № 32 «Русалочка»                  | август 1992 г. | архитектор и скульптор Т. Н. Назарова                                     |                                                                     |
| 9  |             | Скульптура «Дельфин»                            | улица Чкалова, территория детского сада № 32 «Русалочка»                  | август 1992 г. | архитектор и скульптор Т. Н. Назарова                                     |                                                                     |
| 10 |             | Скульптура «Акбузат»                            | улица Некрасова, территория дошкольной группы БГИ № 2                     | 2016           | скульптор Г. М. Сафаргулова                                               |                                                                     |
| 11 |             | Скульптура «Буратино»                           | улица Пугачёва, территория детского сада № 7 «Искорка»                    | неизвестно     | неизвестно                                                                |                                                                     |
| 12 |             | Скульптурная группа «Мальвина и Артемон»        | Советская улица, территория детского сада № 25 «Сказка»                   | неизвестно     | неизвестно                                                                |                                                                     |
| 13 |             | Скульптура «Пьеро»                              | Советская улица, территория детского сада № 25 «Сказка»                   | неизвестно     | неизвестно                                                                |                                                                     |
| 14 |             | Скульптурная группа «Багира и Маугли»           | Советская улица, территория детского сада № 25 «Сказка»                   | неизвестно     | неизвестно                                                                |                                                                     |
| 15 |             | Композиция «Эйфелева башня»                     | Стахановская улица, микрорайон № 9                                        | 2010           | Р. М. Вильданов                                                           | Создана по инициативе Д. Б. Фахретдинова                            |
| 16 |             | Арт-объект «Акбузат»                            | проспект Ленина                                                           | 26.08.2017     | архитектор и автор Р. Р. Кадыров, авторы Д. К. Губайдуллин, И. С. Ильясов | Установлен в честь VI Всемирной фольклориады-2020.                  |
| 17 |             | Арт-объект «Мелодия»                            | проспект Ленина                                                           | 26.08.2017     | архитектор и автор Р. Р. Кадыров, авторы Д. К. Губайдуллин, И. С. Ильясов | Установлен в честь VI Всемирной фольклориады-2020.                  |
| 18 |             | Арт-объект «Урал-батыр»                         | проспект Ленина                                                           | 26.08.2017     | архитектор и автор Р. Р. Кадыров, авторы Д. К. Губайдуллин, И. С. Ильясов | Установлен в честь VI Всемирной фольклориады-2020.                  |
| 19 |             | Арт-объект «Спорт»                              | Бельский парк культуры и отдыха                                           | 2017           | архитектор и автор Р. Р. Кадыров, авторы Д. К. Губайдуллин, И. С. Ильясов |                                                                     |
| 20 |             | Арт-объект «Рояль»                              | Бульварная улица, сквер Молодёжи                                          | 2017           | неизвестно                                                                |                                                                     |

## Демонтированные сооружения
| #  | Изображение | Название                        | Местонахождение | Датировка       | Автор(ы)                | Краткое описание |
| -- | ----------- | ------------------------------- | --- | --------------- | ----------------------- | --- |
| 1  |             | Памятник-самолёт Ту-104         | проспект Ленина | 1979            | неизвестно              | Был установлен на территории Дворца пионеров. Демонтирован и ликвидирован после пожара в 2005 году. |
| 2  |             | Обелиск воинской славы          | Революционная улица, парк Победы                                                                                              | 09.05.1967      | архитектор И. М. Павлов | В нише обелиска был замурован список граждан города Ишимбая, погибших в боях, умерших от ран и болезней на фронтах Великой Отечественной войны 1941—1945 гг. На обелиске имелась табличка с текстом: «Слава героям, отстоявшим честь, свободу и независимость нашей Родины». В 2010 году реконструирован и облачён в мрамор, в 2015 году состоялась реставрация. Демонтирован в 2017 году из-за возведения памятника советскому солдату. |
| 3  |             | Памятник В. И. Ленину           | улица Блохина, сквер им. А. А. Блохина                                                                                        | неизвестно      | неизвестно              | Демонтирован в 1980-х годах. |
| 4  |             | Памятник В. И. Ленину           | улица Блохина, территория Ишимбайской ТЭЦ                                                                                     | неизвестно      | неизвестно              | Демонтирован в 1990-х годах. |
| 5  |             | Памятник И. В. Сталину          | Бульварная улица, 39-й квартал                                                                                                | 1940—1950-е гг. | неизвестно              | Демонтирован в 1961 году в связи с развенчанием культа личности Сталина. |
| 6  |             | Памятник И. В. Сталину          | Промысловая улица, бывший сквер Нефтяников                                                                                    | неизвестно      | неизвестно              | Демонтирован в 1961 году в связи с развенчанием культа личности Сталина. |
| 7  |             | Памятник И. В. Сталину          | улица Богдана Хмельницкого, территория Ишимбайского машиностроительного завода                                                | 1950-е гг.      | неизвестно              | Демонтирован в 1961 году в связи с развенчанием культа личности Сталина. |
| 8  |             | Бюст И. В. Сталина              | проспект Ленина, бывшее здание исполкома горсовета                                                                            | неизвестно      | неизвестно              | Демонтирован в 1961 году в связи с развенчанием культа личности Сталина. |
| 9  |             | Памятник А. П. Бородину         | Геологическая улица | 1960-е гг.      | неизвестно              | Был установлен возле музыкальной школы. Демонтирован после сноса здания. |
| 10 |             | Бюст М. П. Мусоргского          | Геологическая улица | 1960-е гг.      | неизвестно              | Был установлен возле музыкальной школы. Демонтирован после сноса здания. |
| 11 |             | Скульптурная группа «Нефтяники» | Геологическая улица | неизвестно      | неизвестно              | |
| 12 |             | Памятник строителям             | Советская улица, возле бывшего Клуба строителей                                                                               | неизвестно      | неизвестно              | |
| 13 |             | Скульптура «Пионеры»            | улица Мичурина, территория Башкирского кадетского корпуса Приволжского федерального округа им. Героя России А. В. Доставалова | неизвестно      | неизвестно              | |
| 14 |             | Скульптура «Пионеры»            | улица Жуковского, территория школы № 5                                                                                        | неизвестно      | неизвестно              | |
| 15 |             | Скульптура «Дети»               | санаторий-профилакторий «Чайка»                                                                                               | неизвестно      | неизвестно              | |
| 16 |             | Скульптура «Олень»              | проспект Ленина | неизвестно      | неизвестно              | |